# Setagaya
Setagaya (jap. 世田谷区 Setagaya-ku, deutsch ‚Bezirk Setagaya‘, englisch Setagaya City/Setagaya Ward/Setagaya, Tokyo) ist ein stadtfreier „Sonderbezirk“ und mit über 900.000 Einwohnern die bevölkerungsreichste Gemeinde der Präfektur Tokio. Er liegt im Südwesten der ehemaligen Stadt Tokio, der de-facto-Hauptstadt Japans.

## Geographie
Setagaya-ku liegt im Südwesten Tokios, etwas westlich von Shibuya und der Yamanote-Ringlinie. Mit 58,08 Quadratkilometern ist der Bezirk der flächenmäßig zweitgrößte der 23 Bezirke (9,35 % der 23 Bezirke beziehungsweise 2,66 % der Gesamtfläche der Präfektur), mit mehr als 940.509 Bewohnern der einwohnerstärkste (9,76 % der Einwohner der 23 Bezirke, 6,75 % der Gesamtbevölkerung der Präfektur). Der Ausländeranteil liegt bei 1,8 %.
Setagaya-ku gehört zu den teureren Wohnbezirken in Tokio, er liegt nahe zum Stadtkern mit den beliebten Einkaufs- und Ausgehgegenden Shibuya, Ebisu und Daikanyama. 60 % der Grundfläche sind mit Wohngebäuden bebaut, wobei die meisten Tokio- und Japan-typisch kleine Einfamilien- oder Apartmenthäuser sind. Höchstes Gebäude ist der Carrot Tower mit 124 Metern Höhe. Das Verwaltungszentrum mit dem Bezirksrathaus liegt im gleichnamigen Stadtviertel Setagaya.

## Geschichte
Während der Edo-Zeit befanden sich insgesamt 42 Dörfer auf dem Gebiet des heutigen Bezirks Setagaya. Während der Meiji-Zeit wurde im Jahre 1871 der zentrale und östliche Teil in die Präfektur Tokio eingegliedert, während der Rest Teil der Präfektur Kanagawa wurde. Davon wurden dann 1893 weitere Teile in die Präfektur Tokio eingegliedert. Bei der Vergrößerung der Stadt Tokio 1932 wurde Setagaya als Stadtbezirk gegründet und nahm nach weiteren Zusammenlegungen 1936 dann seine heutigen Ausmaße an.
Nach der Auflösung der Stadt Tokio 1943 wurde Setagaya am 15. März 1947 bei der Einrichtung der 23 („Sonder-“)Bezirke in seiner heutigen Verwaltungsstruktur gegründet.

## Politik
- KPJ: 4
- KDP/Reiwa Shinsengumi: 8
- Seikatsusha Network: 2
- Sonstige Fraktionen (je ein Mitglied; darunter DVP und Sanseitō), fraktionslos: 7
- Tomin First no Kai・Setagaya Arata: 2
- Ishin・Mushozoku・Gyōkaku Hyakutōban („Ishin, Unabhängige, Verwaltungsreform 110“): 5
- Kōmeitō: 8
- LDP: 14

Zum Bürgermeister von Setagaya wurde bei den einheitlichen Regionalwahlen im April 2011 kurz nach dem Großen Ostjapanischen Erdbeben der ehemalige sozialdemokratische Unterhausabgeordnete und Atomkraftgegner Nobuto Hosaka gewählt. Bei der Wahl 2023 (Teil der einheitlichen Wahlen im April) wurde Hosaka mit rund 56 % der Stimmen gegen den von LDP und Ishin no Kai unterstützten ehemaligen Finanzministeriumsbeamten Yūya Naitō (44 %) für eine vierte Amtszeit bestätigt. Das regulär 50-köpfige Kommunalparlament wurde ebenfalls bei den einheitlichen Regionalwahlen neu gewählt.
Für das Präfekturparlament bildet der Bezirk einen Achtmandatswahlkreis. Bei der letzten regulären Wahl 2021 wählten die Bürger von Setagaya drei Liberaldemokraten, zwei Konstitutionelle Demokraten und je ein Mitglied von Tomin First, Kōmeitō und KPJ ins Parlament von Tokio.
Bei Wahlen zum Unterhaus des nationalen Parlaments erstreckt sich Setagaya in die Wahlkreise Tokio 5 und 6. Sie werden nach der Unterhauswahl 2024 unverändert von den Konstitutionellen Demokraten Yoshio Tezuka und Takayuki Ochiai vertreten.

## Verkehr
- Straße:
  - Tōmei-Autobahn, nach Komaki
  - Chūō-Autobahn, nach Suginami oder Komaki
  - Stadtautobahn Tokio 3 (Shibuya-Linie), Stadtautobahn Tokio 4 (Shinjuku-Linie)
  - Nationalstraße 20 (Kōshū Kaidō), nach Chūō oder Shiojiri
  - Nationalstraße 246 (Tamagawa-dōri), nach Chiyoda oder Numazu
  - Nationalstraße 466 (Daisan-Keihin-dōro), nach Yokohama
- Zug:
  - Keiō-Linie, von Daitabashi, Meidai-mae, Shimo-Takaido, Sakurajōsui, Kami-Kitazawa, Roka-kōen oder Chitose-Karasuyama nach Shinjuku oder Hachiōji
  - Keiō Inokashira-Linie, von Ikenoue, Shimo-Kitazawa, Shin-Daita, Higashi-Matsubara oder Meidai-mae nach Shibuya oder Musashino
  - Tōkyū Setagaya-Linie: Verkehrt nur in Setagaya auf einer Gesamtstrecke von 5 km zwischen den Bahnhöfen Sangen-Jaya, Nishi-Taishidō, Wakabayashi, Shōin-jinja-mae, Setagaya, Kamimachi, Miyanosaka, Yamashita, Matsubara und Shimo-Takaido.
  - Tōkyū Den’entoshi-Linie, von Sangen-Jaya, Komazawa-Daigaku, Sakura-Shimmachi, Yōga oder Futako-Tamagawa nach Shibuya oder Yamato
  - Tōkyū Ōimachi-Linie, von Futako-Tamagawa, Kami-Noge, Todoroki, Oyamadai oder Kuhombutsu nach Shinagawa
  - Tōkyū Meguro-Linie, von Okusawa nach Meguro oder Musashi-Kosugi
  - Odakyū Odawara-Linie, von Higashi-Kitazawa, Shimo-Kitazawa, Setagaya-Daita, Umegaoka, Gōtokuji, Kyōdō, Chitose-Funabashi, Soshigaya-Okura, Seijōgakuen-mae oder Kitami nach Shinjuku oder Odawara

## Städtepartnerschaften
- Kawaba
- Winnipeg (seit 5. Oktober 1970)
- Döbling, Wien (8. Mai 1985), siehe auch Setagayapark
- Bunbury (seit 10. November 1992)

## Söhne und Töchter der Stadt
- Norick Abe (1975–2007), Motorradrennfahrer
- Toyohiro Akiyama (* 1942), Journalist und Astronaut
- Yūta Hashimura (* 1991), Fußballspieler
- Shōgo Hayashi (* 1997), Fußballspieler
- Keita Hidaka (* 1990), Fußballspieler
- Akihiko Hoshide (* 1968), Astronaut
- Hiroaki Ishiura (* 1981), Automobilrennfahrer
- Akiko Itoyama (* 1966), Schriftstellerin
- Yūki Kawabe (* 1987), Fußballspieler
- Yūki Kawauchi (* 1987), Langstreckenläufer
- Hideo Kojima (* 1963), Spieleentwickler
- Kazuaki Mawatari (* 1991), Fußballspieler
- Yūsuke Miura (* 1991), Fußballspieler
- Ryūji Miyamoto (* 1947), Dokumentarfilmer und Fotograf
- Masataka Nomura (* 1991), Fußballspieler
- Issei Noro (* 1957), Jazz-Fusion-Gitarrist
- Kein Satō (* 2001), Fußballspieler
- Ayako Shirasaki (1969–2021), Musikerin
- Anne Suzuki (* 1987), Schauspielerin
- Satoshi Tajiri (* 1965), Spieleentwickler
- Sōichi Tanaka (* 1989), Fußballspieler
- Masashi Ueda (* 1947), Mangaka
- Kōhei Yoshioka (* 1985), Fußballspieler

## Angrenzende Städte und Gemeinden
- Präfektur Tokio: Stadtbezirke Shibuya, Suginami, Meguro und Ōta; Städte Mitaka, Chōfu und Komae
- Präfektur Kanagawa: Kawasaki